# Pinarik (Dolok Sigompulon)
Pinarik is een bestuurslaag in het regentschap Padang Lawas Utara van de provincie Noord-Sumatra, Indonesië. Pinarik telt 598 inwoners (volkstelling 2010).